# Order Żukowa
Order Żukowa (ros. Орден Жукoвa) – wysoki order wojskowy, a zarazem ósme odznaczenie państwowe Federacji Rosyjskiej.
Jednoklasowy order ustanowiony 9 maja 1994 przez prezydenta Rosji Borisa Jelcyna ku pamięci sławnego dowódcy z czasów II wojny światowej Marszałka Związku Radzieckiego Gieorgija Żukowa.
Jego insygnium to czerwono emaliowany krzyż, którego ramiona mają formę tarcz rycerskich, noszący w środku okrągły niebieski medalion ze złotym portretem marsz. Gieorgija Żukowa i z napisem "Гeopгий Жyкoв". Krzyż położony jest na srebrnej gwieździe.  Order noszony jest na piersi na wstążeczce posiadającej w środku barwy chorągwi Federacji Rosyjskiej i po obu bokach żółte paski. Nadawany jest głównie wysokim dowódcom formacji i jednostek wojskowych oraz ich zastępcom w Siłach Zbrojnych Federacji Rosyjskiej, za różne zasługi podczas walki z wrogami.